# Partido de Coronel Rosales
Partido de Coronel Rosales är en kommun i Argentina.   Den ligger i provinsen Buenos Aires, i den södra delen av landet, 600 km sydväst om huvudstaden Buenos Aires. Antalet invånare är 60 892.
Omgivningarna runt Partido de Coronel Rosales är en mosaik av jordbruksmark och naturlig växtlighet. Runt Partido de Coronel Rosales är det ganska glesbefolkat, med 47 invånare per kvadratkilometer.